# 万源绸庄旧址

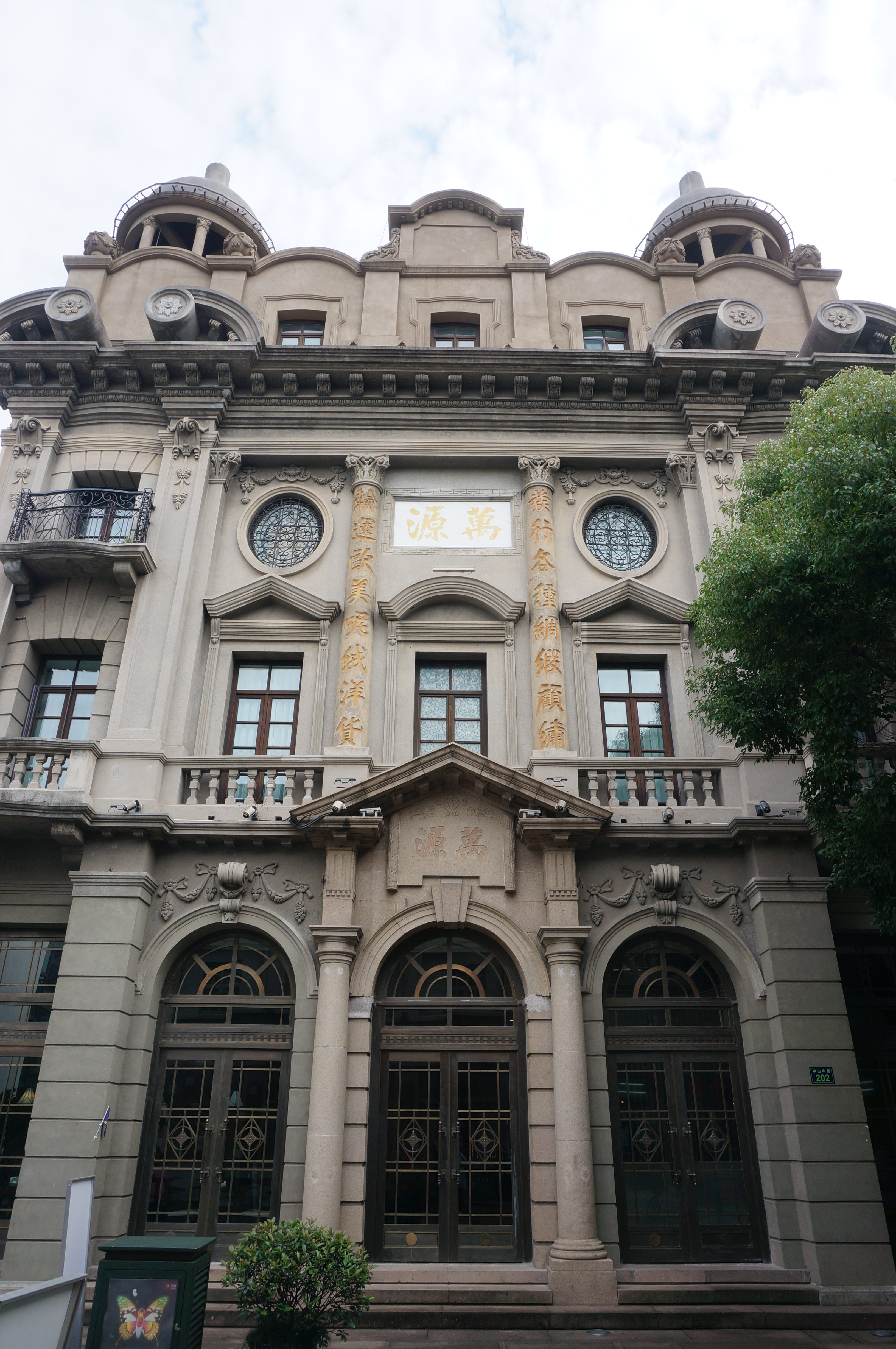

万源绸庄旧址位于中国浙江省杭州市中山中路东侧202号，与西湖大道交叉口东南。2000年7月,与盐业银行杭州分行旧址、万源绸庄旧址、浙江实业银行旧址、地方银行旧址和四拐角近代建筑，一同以"中山中路近代建筑群"之名,列入杭州市文物保护单位。
万源绸庄旧址创始于清光绪九年（1883），现存建筑建于20世纪二三十年代，原有主楼和附属房屋，主楼为四层五开间，采用巴洛克风格。1998年在建设西湖大道时，其后部及内装修被毁，仅存主楼沿街门面和屋顶园亭。现为胡庆余堂名医馆。2006年12月至2009年4月修缮。现偶尔用作展览用途。